# 李應奎 (明朝)
李應奎（15世紀—16世紀），字文徵，湖廣襄陽府襄陽縣人，明朝政治人物。

## 生平
李應奎是嘉靖元年（1522年）壬午科湖廣鄉試舉人，十七年（1538年）授閿鄉知縣，為政果敢有為，二十二年（1543年）陞歸德州知州，以平易處理地方事務，二十五年（1546年）調寧羌州知州，州民不忍心他離去，繪畫肖像祭祀，辭官後鄉居如同布衣，亦經常拿出俸餘周濟宗族貧困者。

## 引用
1. 1 2  同治《襄陽縣志·卷六·人物》：李應奎，字文徵，嘉靖壬午舉人，官歸德知州，以平易為政，秩滿將去，民不忍捨至繪象祀之，鄉居仍韋布風，時推俸餘賙宗戚之乏者。 府志
2. ↑  光緒《閿鄉縣志·卷三·職官》：縣令……明……李應奎 字文徵，湖廣襄陽舉人，嘉靖十七年任，果毅有為，祀名宦
3. ↑  萬曆《重修寧羌州志·宦績五》：（知州）李應奎，湖廣襄陽舉人，嘉靖二十五年任